# Mosquée Imam Husseyn (Bakou)
 (juillet 2024).
La mosquée Imam Husseyn (en azéri : İmam Hüseyn məscidi), anciennement « mosquée Achumov » est une mosquée située dans le district de Yasamal à Bakou, en Azerbaïdjan. Elle est construite en 1896 selon le projet de l'architecte Adolf Eichler.

## Histoire de la mosquée
L'idée de la construction de la mosquée est au millionnaire de Bakou Hadji Baba Achumov. En 1895, il choisit Adolf Eichler comme architecte de la mosquée, qu'il souhaitait voir dans le quartier de Tchemberekend, sur les hauteurs de Bakou. Le projet du bâtiment est élaboré la même année. En 1896, la mosquée est construite au coin des rues Verkhnyaya Nagornaya (aujourd'hui Abdulla Shaig) et Pochtovaya (aujourd'hui Suleyman Tagizade). Depuis ce temps-là, la mosquée est connue sous le nom de mosquée Achumov.
Une communauté religieuse enregistrée par l'État opère dans la mosquée depuis 2010. En 2017, d'importants travaux de réparation et de restauration commencent dans la mosquée. Une salle de cérémonie pour 130 personnes se trouve sur le territoire de la mosquée. En 2018, la mosquée rouvre au culte.

## Architecture
En plan, la mosquée comporte trois nefs. L'architecture du bâtiment utilise les traditions locales. L'intérieur se compose d'un vestibule et d'une salle de prière, surmontés d'une coupole et comportant deux rangées de colonnes. Les colonnes complètent les arcs en ogives des nefs, recouverts de voûtes. Au fond du hall se trouve un mihrab décoré.
Les éléments architecturaux révèlent la structure volumétrique du bâtiment. Le portail d'entrée est constitué de stalactites. Il se compose de nombreux détails et se combine avec les murs des ailes latérales de la façade nord. La façade ouest de la mosquée se compose de plusieurs pylônes.
Il y a une grande galerie devant la façade est de la salle de prière. De grandes entrées voûtées mènent à la galerie. Au tournant des XIXe et XXe siècles, les galeries cintrées étaient activement utilisées sur les façades des édifices religieux de Bakou-Absheron. La même méthode a été utilisée par Gafar Ismayilov dans la mosquée de Gasimbey, Ziver-bey Akhmedbeyov dans les mosquées de Tezepir et d'Ajdarbek.
Par décision du Cabinet des ministres de la République d'Azerbaïdjan du 2 août 2001 n° 132, la mosquée est inscrite sur la liste des monuments historiques et culturels immobiliers d'importance locale. Après la restauration, elle fonctionne comme une mosquée,